# Dive!!
Pour les articles homonymes, voir Dive.
Dive!! (ダイブ, Daibu) est une série de light novels écrite par Eto Mori et publiées au Japon par l'éditeur Kōdansha en quatre volumes sortis entre 2000 et 2002.
L'œuvre est adaptée sous plusieurs formats ; en deux séries manga, une première prépubliée dans le Weekly Shōnen Sunday entre 2007 et 2008 et publiée en un total de 4 volumes reliés par l'éditeur Shōgakukan, et la deuxième, dessinée par Ruzuru Akashiba, prépubliée dans le Young Ace depuis 2017 et publiée en volumes reliés par l'éditeur Kadokawa Shoten ; en un film en prise de vue réelle réalisé par Naoto Kumazawa sort en juin 2008 au Japon ; en une série télévisée d'animation de douze épisodes produite par le studio Zero-G et diffusée entre juillet 2017 et septembre 2017 sur Fuji TV dans la case horaire noitaminA.

## Synopsis
L'histoire se centre sur le membre du club de plongeon de Mizuki, Tomoki Sakai. Le club connait des moments difficiles, et leurs sponsors se préparent à retirer leur soutien. Ils promettent de donner au club une autre année de soutien si le nouvel entraîneur, Kayoko Asaki, parvient à mener un des membres aux Jeux olympiques en une année.

## Personnages

### Personnages principaux
Tomoki Sakai (坂井知季, Sakai Tomoki)
Voix japonaise : Yūki Kaji
Yōichi Fujitani (富士谷要一, Fujitani Youichi)
Voix japonaise : Takahiro Sakurai
Shibuki Okitsu (沖津飛沫, Okitsu Shibuki)
Voix japonaise : Yūichi Nakamura

### Membres du club de plongeon
Reiji Maruyama (丸山レイジ, Maruyama Reiji)
Voix japonaise : Kōki Uchiyama
Ryō Ōhiro (大広陵, Ouhiro Ryou)
Voix japonaise : Ryōta Ōsaka
Sachiya Yoshida (吉田幸也, Yoshida Sachiya)
Voix japonaise : Yūsuke Kobayashi

### Coachs du MDC
Kayoko Asaki (麻木夏陽子, Asaki Kayoko)
Voix japonaise : Kaori Nazuka
Keisuke Fujitani (富士谷敬介, Fujitani Keisuke)
Voix japonaise : Katsuyuki Konishi
Riki Ōshima (大島 力, Ooshima)
Voix japonaise : Wataru Hatano

### Rivaux
Kenichirō Teramoto (寺本健一郎, Teramoto Kenichirou)
Kiyotaka Matsuno (松野清孝, Matsuno Kiyotaka)
Voix japonaise : Kenshō Ono
Atsuhiko Yamada (山田篤彦, Yamada Atsuhiko)
Voix japonaise : Tomokazu Sugita
Toshihiko Tsuji (辻利彦, Tsuji Toshihiko)
Voix japonaise : Shōta Aoi
Jirō Hirayama (平山二郎, Hiryama Jirou)
Voix japonaise : Kengo Kawanishi

### Connaissances de Tomoki
Hiroya Sakai (坂井弘也, Sakai Hiroya)
Voix japonaise : Ryōhei Kimura
Miu Nomura (野村未羽, Nomura Miu)
Voix japonaise : Rina Hidaka

## Light novel
Dive est à l'origine une série de romans écrits par Eto Mori. Quatre volumes reliés sont publiés par Kōdansha entre le 20 avril 2000 et le 8 août 2002. Kadokawa Shoten publie la série en deux bunkobon le 26 mai 2006.

### Liste des volumes
Édition Kōdansha
| no | Japonais                                                                      | Japonais        | Japonais          |
| no | Titre                                                                         | Date de sortie  | ISBN              |
| -- | ----------------------------------------------------------------------------- | --------------- | ----------------- |
| 1  | DIVE!! 1 - Zen chūgaeri 3-kai han kakae-gata (DIVE!! 1 - 前宙返り3回半抱え型) | 20 avril 2000   | 978-4-0621-0192-9 |
| 2  | DIVE!! 2 - Suwan Daibu (DIVE!! 2 - スワンダイブ)                              | 5 décembre 2000 | 978-4-0621-0520-0 |
| 3  | DIVE!! 3 - SS Supesharu' 99 (DIVE!! 3 - SSスペシャル'99)                      | 18 juillet 2001 | 978-4-0621-0857-7 |
| 4  | DIVE!! 4 - Konkurīto Doragon (DIVE!! 4 - コンクリート・ドラゴン)              | 8 août 2002     | 978-4-0621-1414-1 |

Édition Kadokawa Shoten
| no | Japonais              | Japonais       | Japonais          |
| no | Titre                 | Date de sortie | ISBN              |
| -- | --------------------- | -------------- | ----------------- |
| 1  | DIVE!! Jō (DIVE!! 上) | 26 mai 2006    | 978-4-0407-0533-0 |
| 2  | DIVE!! Ka (DIVE!! 下) | 26 mai 2006    | 978-4-0407-0534-7 |

## Autres médias

### Manga
Une adaptation en manga d'Eto Mori et Masahiro Ikeno est prépubliée dans le Weekly Shōnen Sunday entre 2007 et 2008 et publiée en cinq volumes reliés par Shōgakukan.
Une nouvelle adaptation manga, illustrée par Ruzuru Akashiba, est prépubliée dans le magazine Young Ace à partir de juillet 2014.

### Adaptation cinématographique
Le roman est adapté en un film sorti en 2008 au Japon, réalisé par Naoto Kumazawa avec Kento Hayashi dans le rôle titre.

### Série d'animation

Logo de la série d'animation.

L'adaptation en série d'animation est réalisée par Kaoru Suzuki, et réalisée par le studio Zero-G. Le scénario est de Tōko Machida et la musique de Yuki Hayashi. Le thème d'introduction est Taiyō mo Hitoribocchi (太陽もひとりぼっち), interprété par Qyoto, un groupe de Kyoto, et le générique de fin, New World, est interprété par Yūta Hashimoto.
La série est diffusée sur le bloc horaire noitaminA de Fuji TV entre le 6 juillet 2017 et le 21 septembre 2017, et en streaming par Amazon sur Anime Strike.

### Sources
1. ↑  (ja) « DIVE!! sur Websunday.net » (version du 27 avril 2008 sur Internet Archive)
2. 1 2 3 4 5 6 7 8  (en) « DIVE!! Anime's 1st Promo Video Reveals Cast, July 6 Premiere », sur Anime News Network, 25 mai 2017 (consulté le 25 mai 2017)
3. 1 2 3  (en) « DIVE!! Anime Reveals 2nd Promo Video, More Cast », sur Anime News Network, 25 juin 2017 (consulté le 25 juin 2017)
4. 1 2 3 4 5  (en) « DIVE!! Anime Casts Kensho Ono, Shouta Aoi, Kengo Kawanishi, Ryohei Kimura », sur Anime News Network, 15 juin 2017 (consulté le 15 juin 2017)
5. ↑  (en) « Eto Mori's DIVE!! Novels Get New Manga Adaptation », sur Anime News Network, 1er mai 2017 (consulté le 2 mai 2017)
6. ↑  (en) « Eto Mori's DIVE!! Novel Series Gets TV Anime on Noitamina in July », Anime News Network, 15 décembre 2016 (consulté le 15 décembre 2016)
7. ↑  (en) « Yūta Hashimoto Performs DIVE!! Anime's Ending Theme Song », sur Anime News Network, 22 juin 2017 (consulté le 22 juin 2017)
8. ↑  (en) « Amazon's Anime Strike Announces Full Summer Lineup, Premiere Dates », Anime News Network, 30 juin 2017 (consulté le 5 juillet 2017)

### Œuvres
Édition japonaise
Light novel
Première édition (Kōdansha)
1. ↑  (ja) « DIVE!!(1) 前宙返り3回半抱え型 », sur Amazon (consulté le 28 septembre 2017)
2. ↑  (ja) « DIVE!!(2) スワンダイブ », sur Amazon (consulté le 28 septembre 2017)
3. ↑  (ja) « DIVE!!(3) SSスペシャル’99 », sur Amazon (consulté le 28 septembre 2017)
4. ↑  (ja) « DIVE!!(4) コンクリートドラゴン », sur Amazon (consulté le 28 septembre 2017)

Seconde édition (Kadokawa Shoten)
1. ↑  (ja) « ＤＩＶＥ！！　上 », sur Kadokawa Corporation (consulté le 28 septembre 2017)
2. ↑  (ja) « ＤＩＶＥ！！　下 », sur Kadokawa Corporation (consulté le 28 septembre 2017)